# Lijst van Nijmegenaren
Deze lijst van Nijmegenaren betreft bekende personen die in de Nederlandse stad Nijmegen zijn geboren of hebben gewoond en een lemma in de encyclopedie hebben.

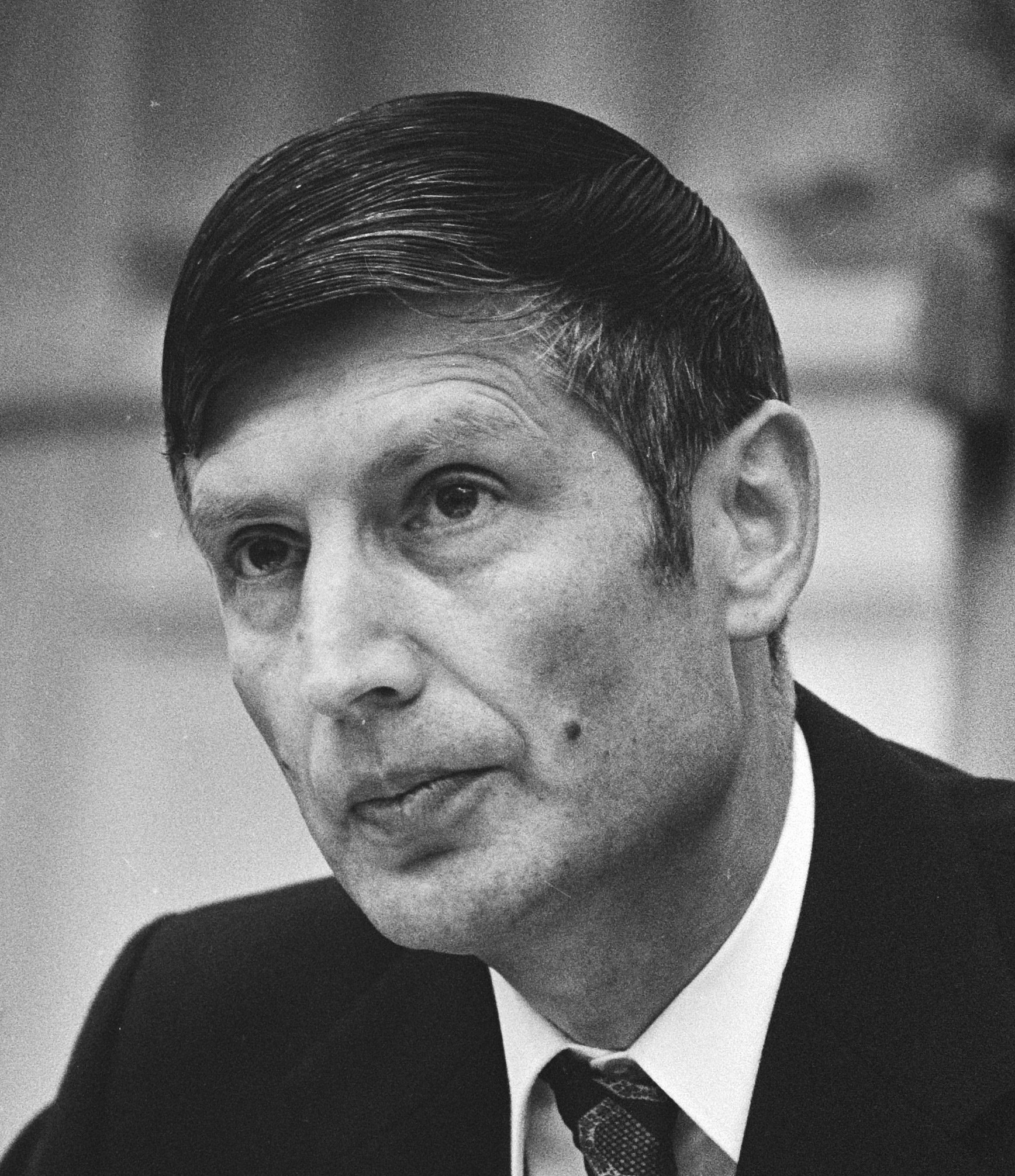
Dries van Agt

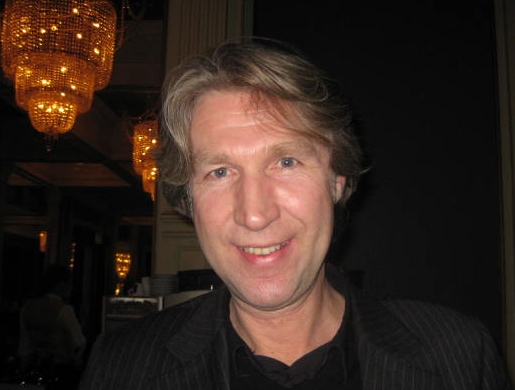
Frank Boeijen

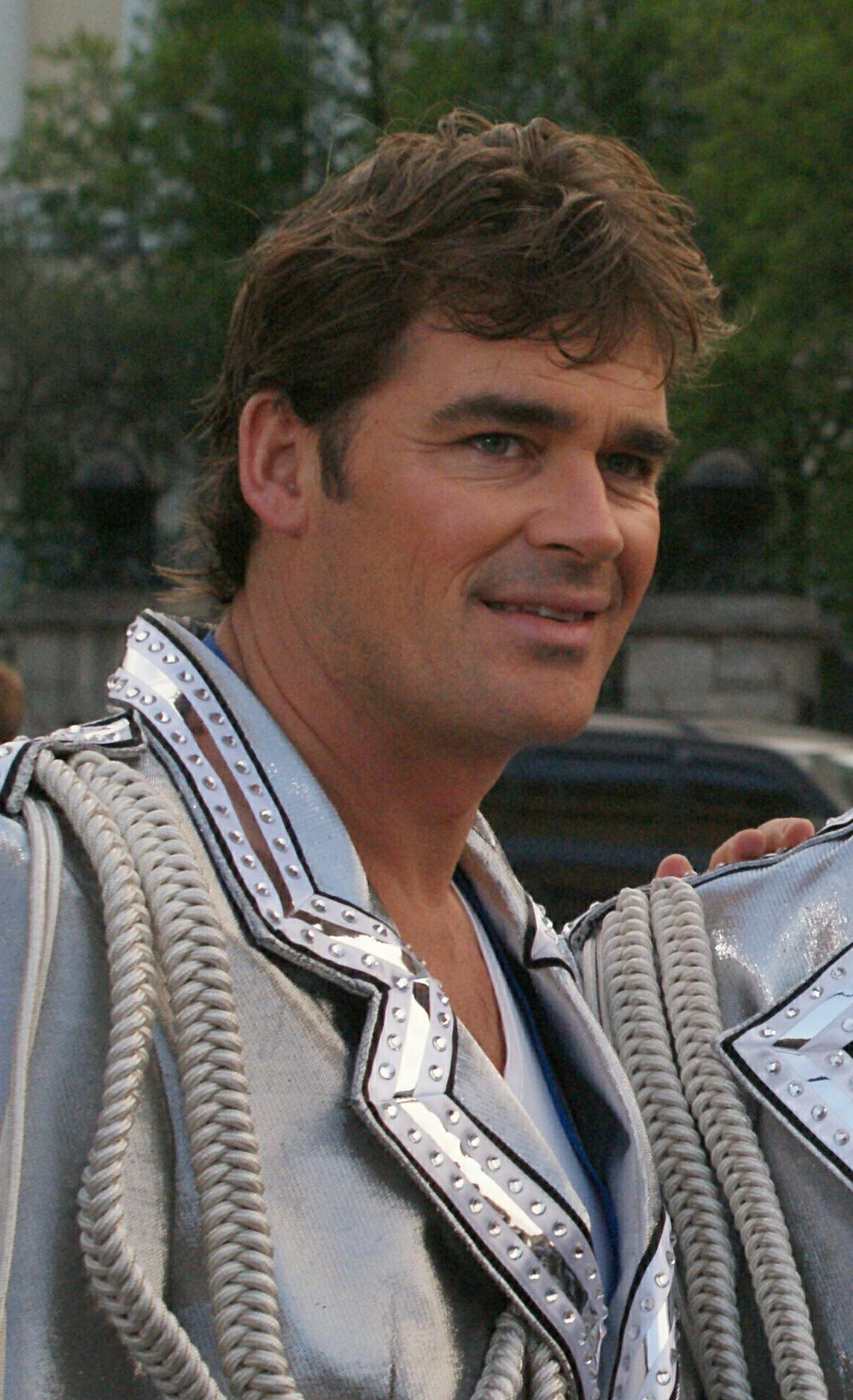
Jeroen van der Boom

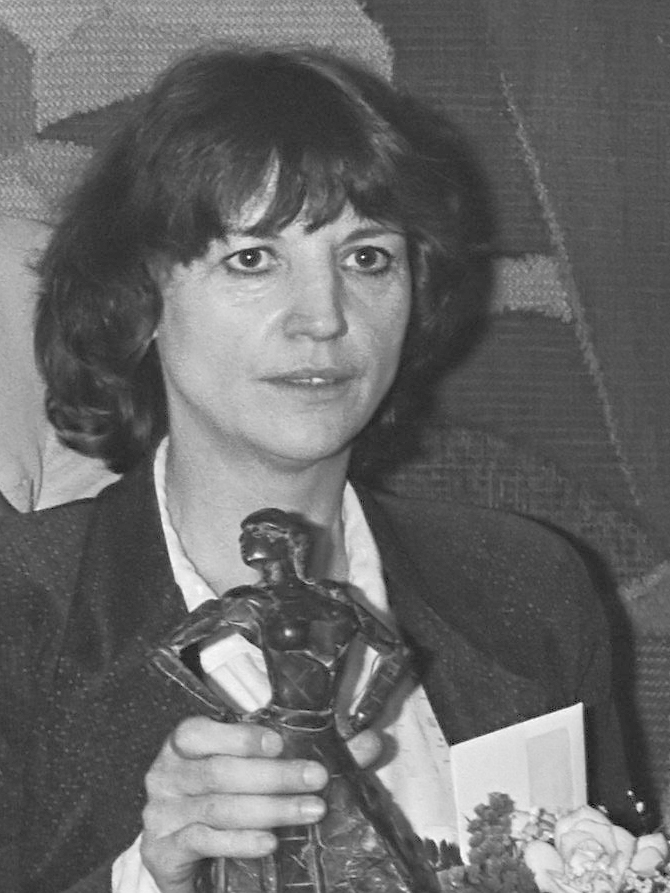
Kitty Courbois

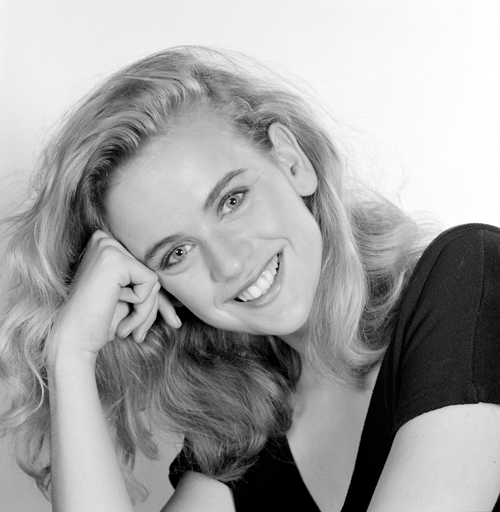
Daphne Deckers

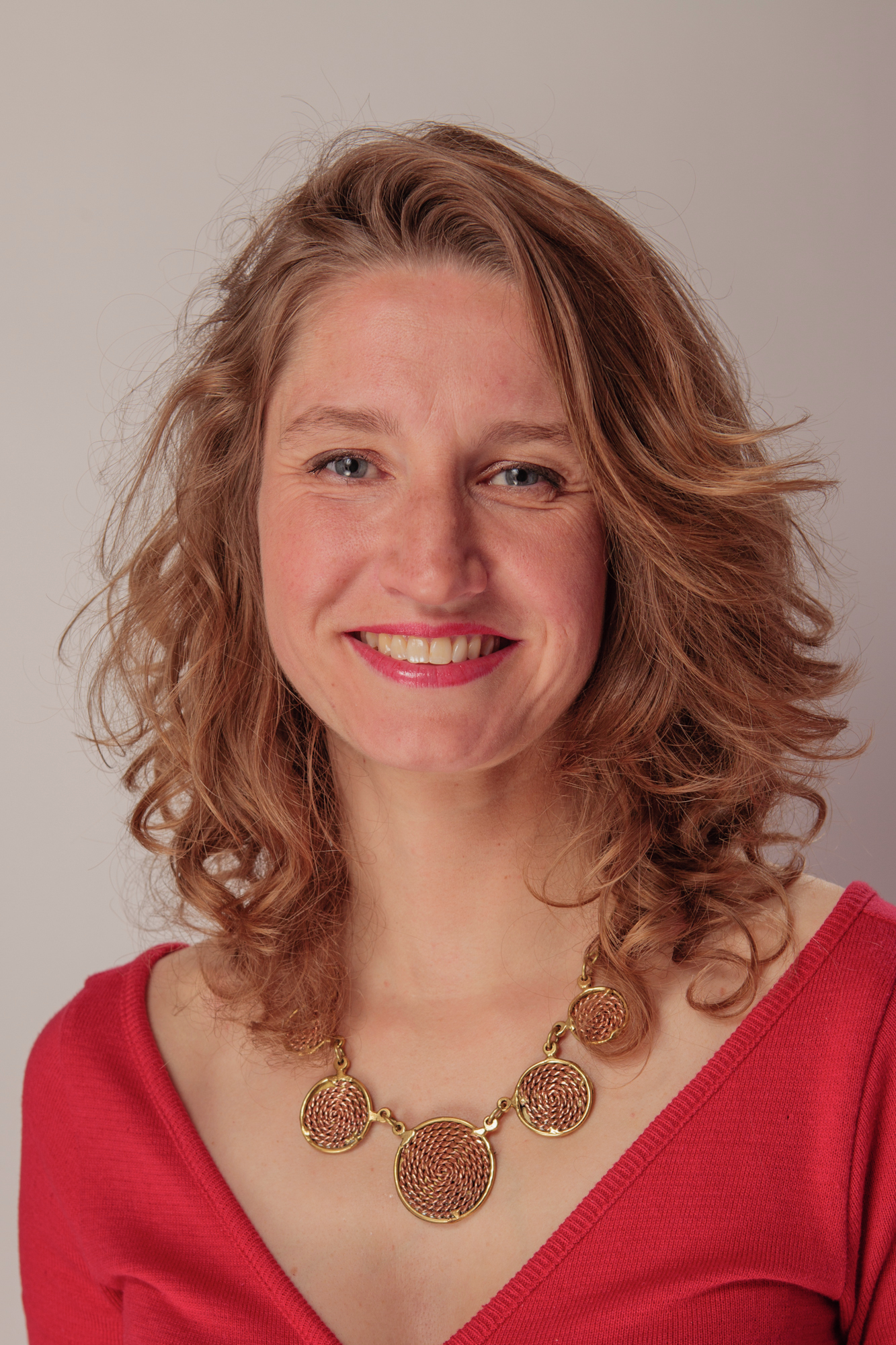
Sharon Gesthuizen

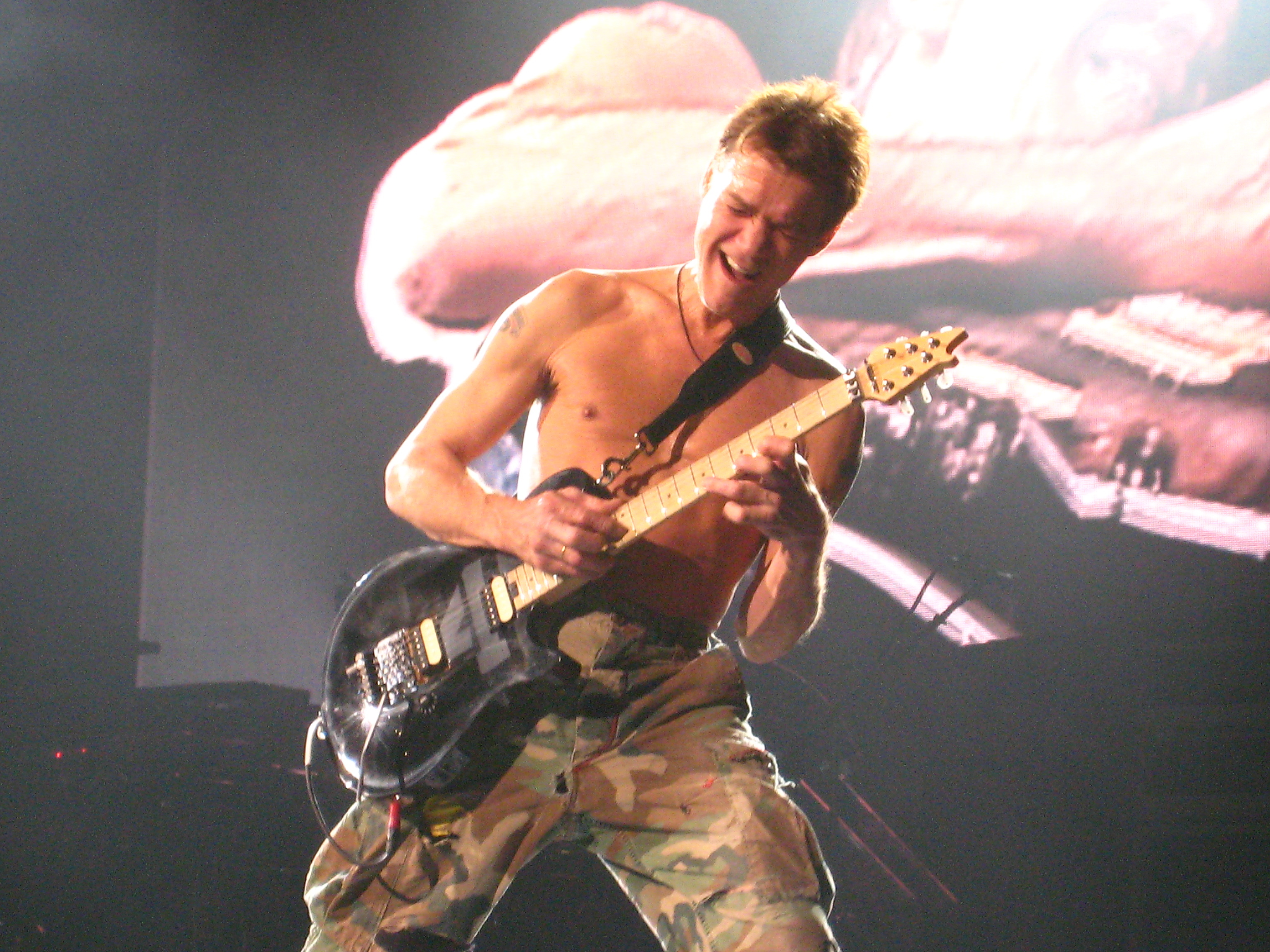
Eddie Van Halen

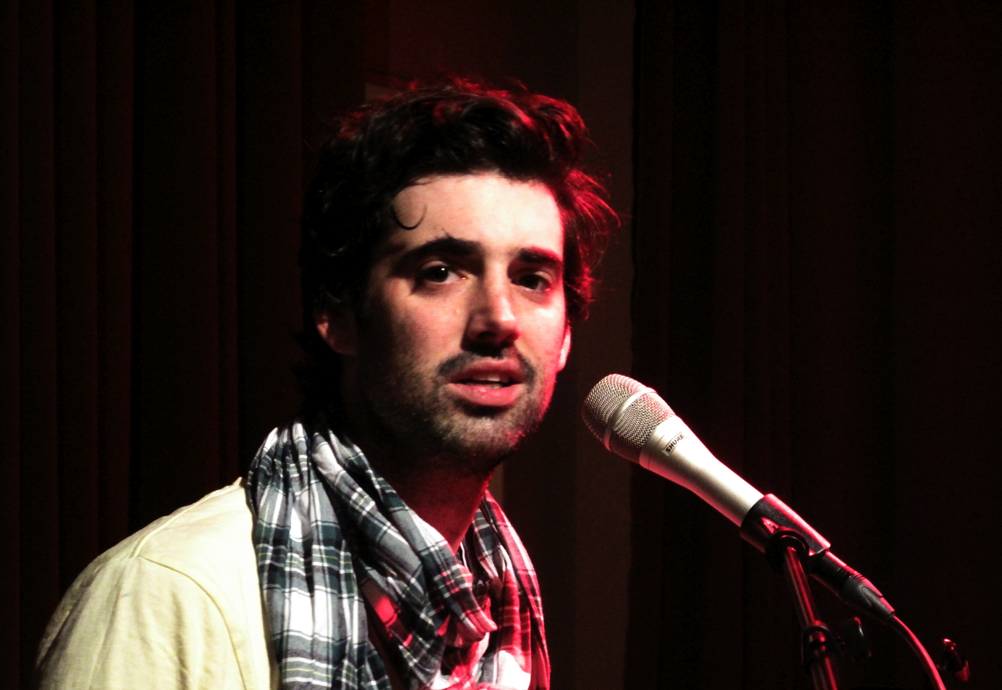
Ruben Hein

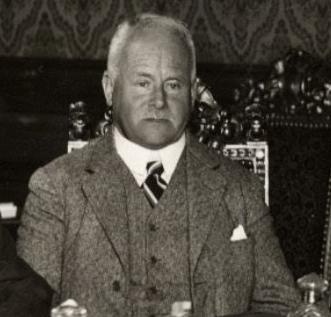
Jan Kan

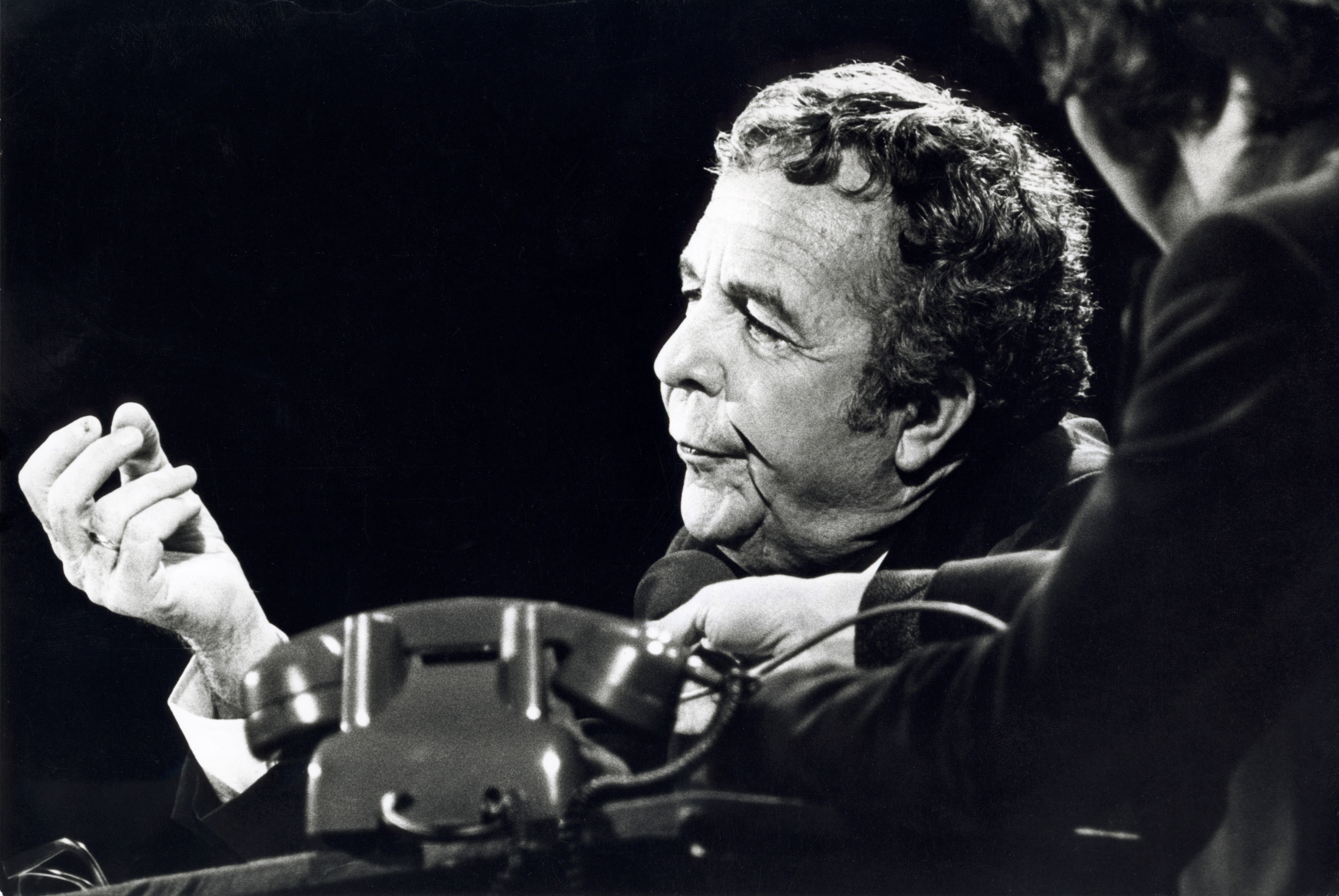
Wim Kan

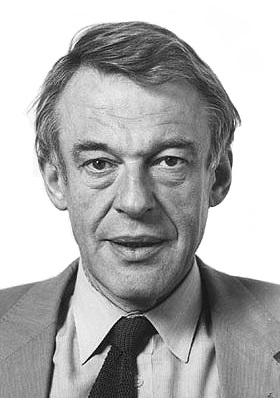
Hans van Mierlo

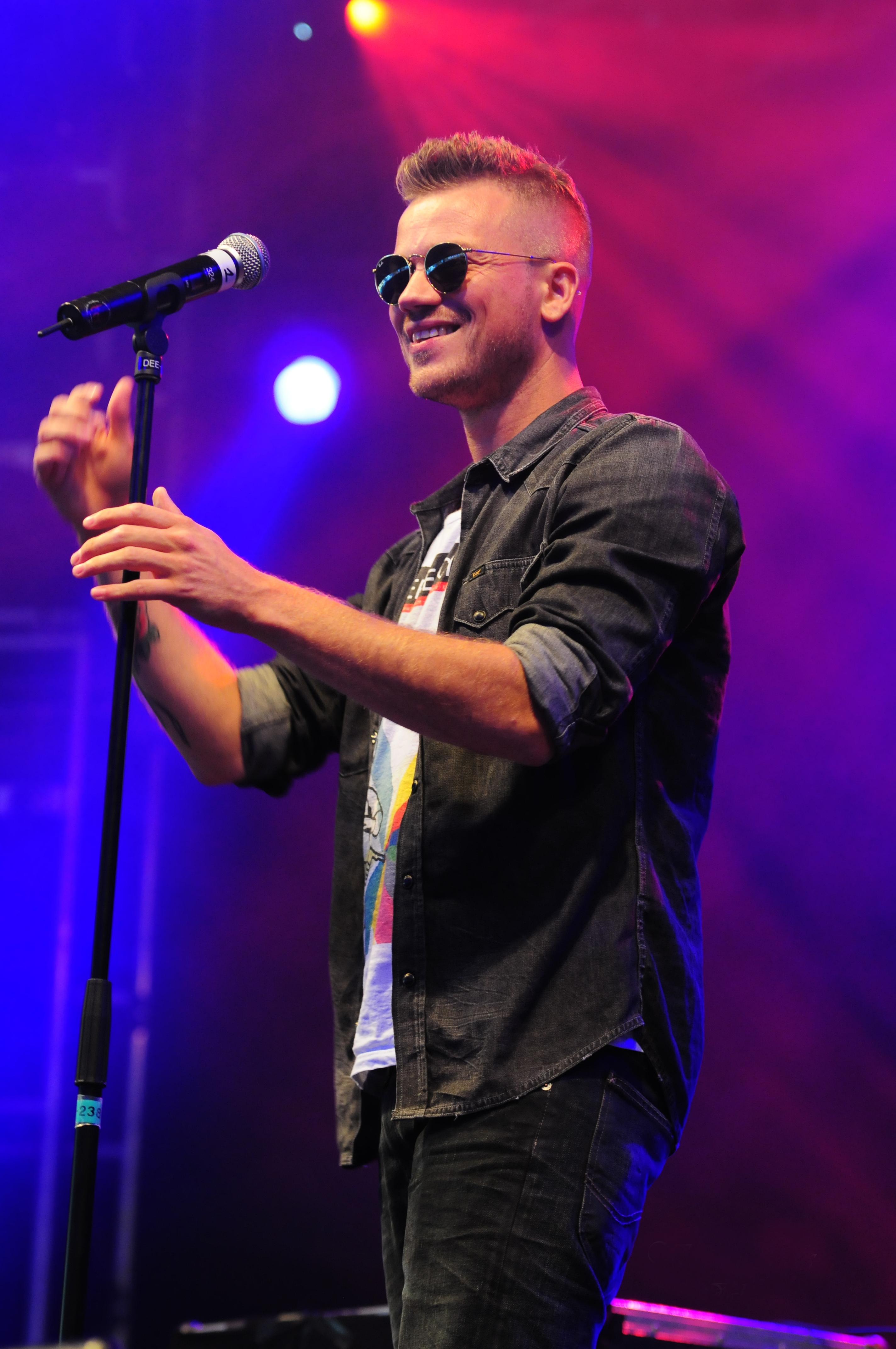
Gers Pardoel

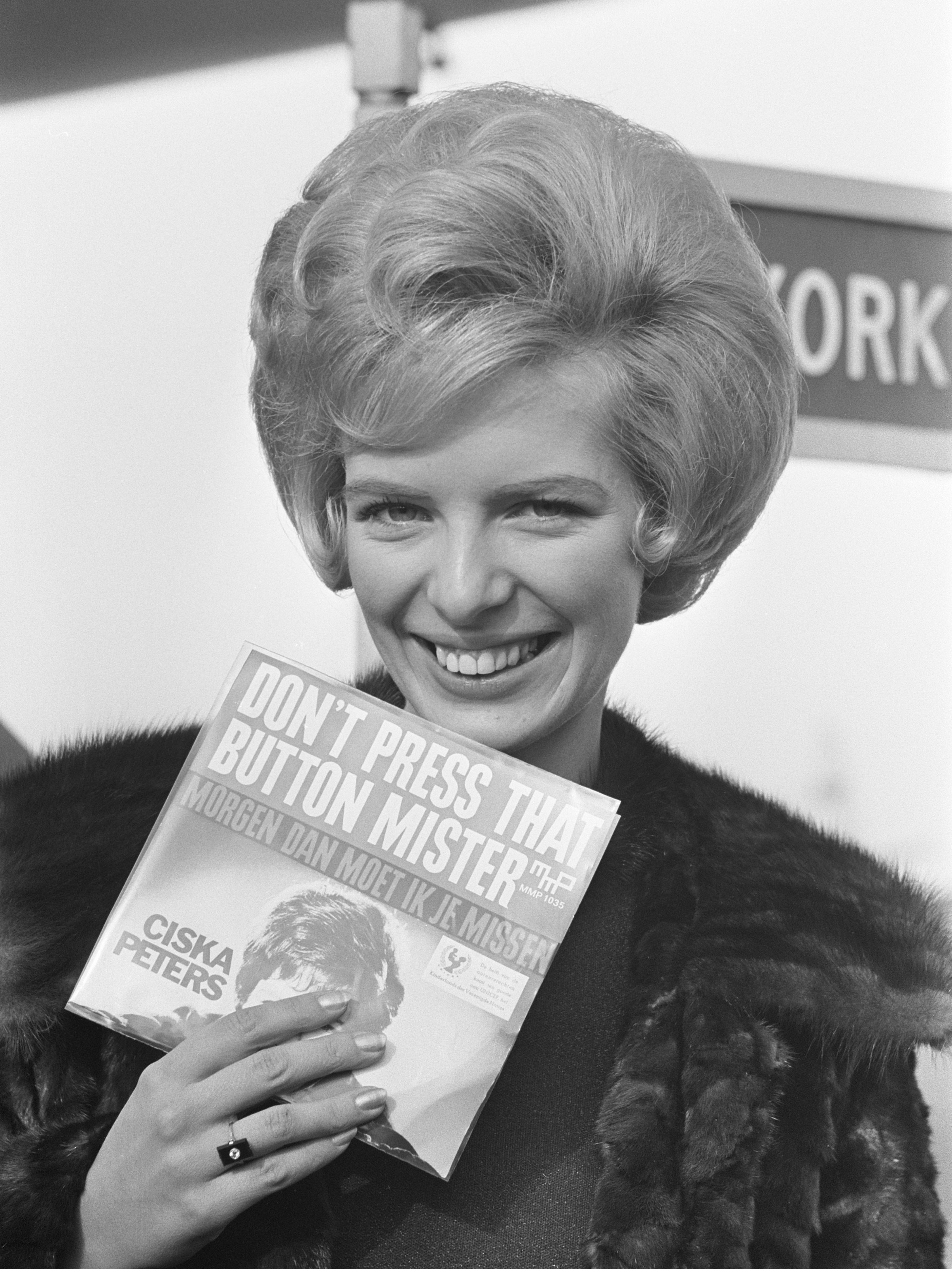
Ciska Peters

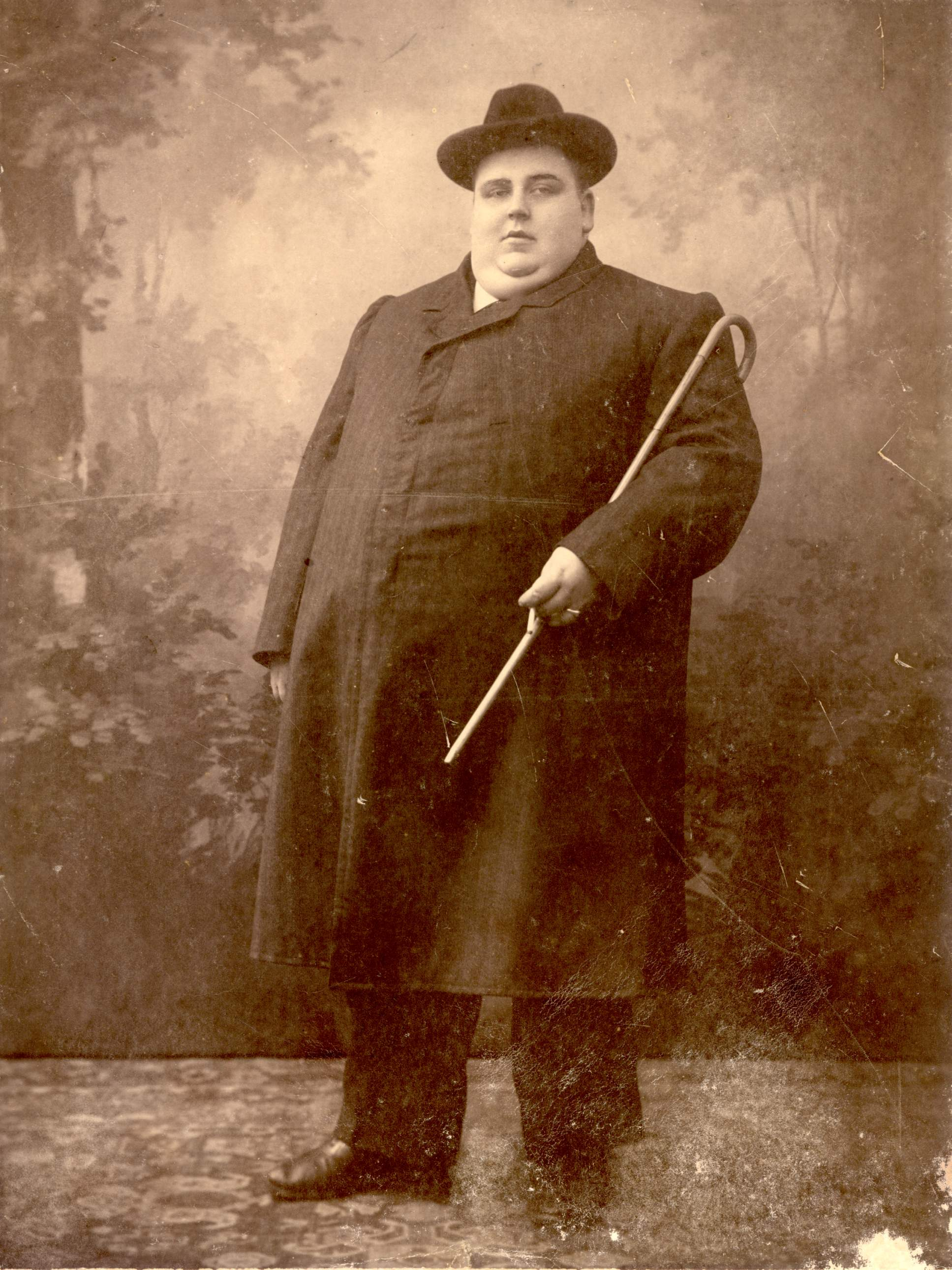
Emile Selbach, beroemd geworden als de zwaarste hotelier van Europa. Hij woog meer dan 200 kg

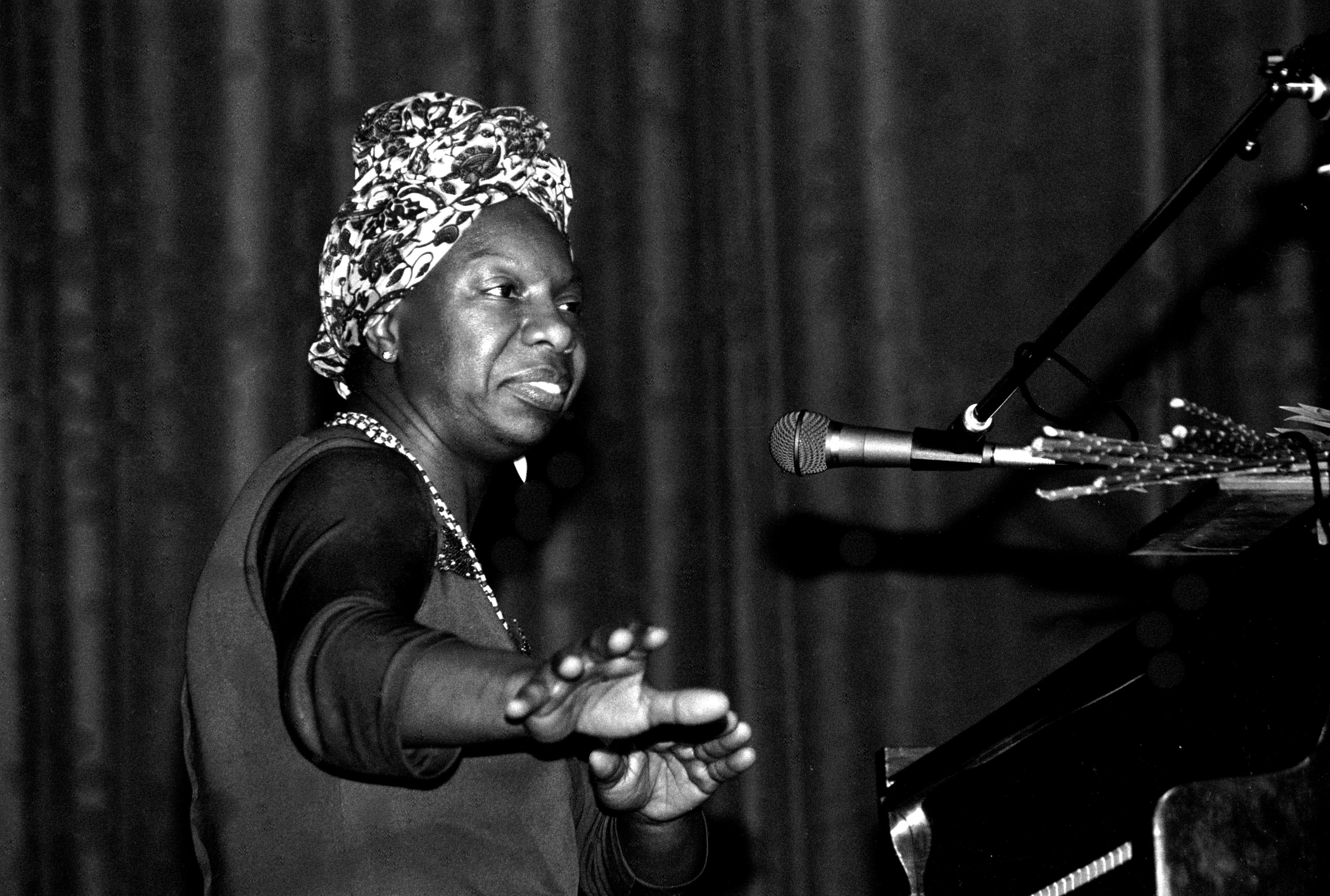
Nina Simone

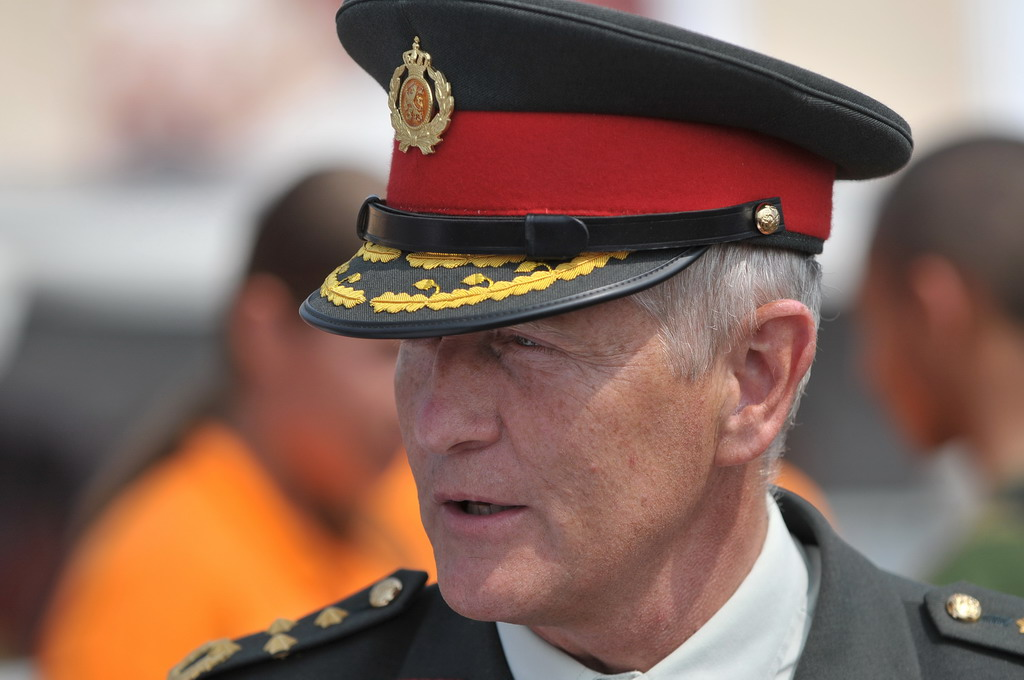
Peter van Uhm

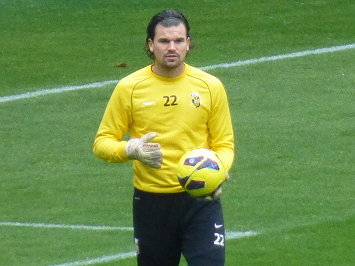
Piet Velthuizen

## A
- Frits Abrahams (1946), journalist
- Lies Aengenendt (1907–1988), olympisch atlete
- Stijn Aerden (1966), schrijver en journalist
- Dries van Agt (Geldrop 1931-2024), politicus, hoogleraar in Nijmegen
- Hans Alders (1952), politicus
- Hans Alma (1962),  psycholoog, hoogleraar psychologie en zingeving
- Rudie Arens (1918–2011), edelsmid
- Dorus Arts (1901–1961), kunstschilder, * bij Nijmegen
- Thjum Arts (1993), cabaretier
- Gustave Asselbergs (1938–1967), *Nijmegen, kunstschilder
- Eva van Agt (1997), wielrenster

## B
- Ada Baas-Jansen (1942), politica, politiefunctionaris in Nijmegen en bestuurder
- Isaac Babadi (2005), voetballer
- Bas Bakker (1985), voetballer
- H.H. ter Balkt (Usselo 1938–2015), dichter († in Nijmegen)
- Frans Banning (1867-1944), arts en politicus
- Hendrik Banning (1900–1970), burgemeester
- Elvira Becks (1976), turnster
- Boy van de Beek (1993), voetballer
- Tom Beissel (1994), voetballer
- Bram van den Berg (1982), drummer
- Henk Bernard (1966), zanger
- Iva Bicanic (1972), klinisch psychologe
- Moises Bicentini (1931–2007), voetballer
- Remko Bicentini (1968), voetballer en voetbalcoach
- Stef Biemans (1978), programmamaker, journalist
- Carli Biessels (1936-2016), schrijfster
- Mátyás Bittenbinder (1992), bioloog, schrijver en presentator
- Pieter Claude Bijleveld (1828–1898), burgemeester
- Ton Bisseling (1952), botanicus
- René le Blanc (1969), zanger
- Wout van Blijderveen (1954), voetballer
- Jan Bluyssen (1926–2013), bisschop van Den Bosch
- Ricky Bochem (1982), voetballer
- Frank Boeijen (1957), zanger
- Marcel Boekhoorn (1959), investeerder
- Corrie Boellaard (1869–1934), schilderes
- Godfried Bomans (Den Haag 1913–1971), schrijver, filosofiestudent en bekend als Sinterklaas in Nijmegen
- Norman Bonink (1963), drummer
- Stef de Bont (1986), sportjournalist
- Jeroen van der Boom (1972), presentator/zanger
- Albert Boonstra (1957), zwemmer
- Zoran Borojevic (1978), voetballer
- Theo Bos (1965–2013), voetballer en voetbalcoach
- Michiel Braam (1964), jazzpianist
- Titus Brandsma O.Carm. (Ugoklooster bij Bolsward 1881–1942), Fries, priester, hoogleraar in Nijmegen en martelaar (eind 2005 gekozen tot Grootste Nijmegenaar aller tijden)
- Emily Bremers (1970), ex-vriendin van koning Willem-Alexander
- Johannes Brugman (circa 1400–1473), pater en redenaar, † in Nijmegen
- Tjerk Bruinsma (1951), politicus
- Peter Brusse (Rotterdam 1936), schrijver, journalist en oud-hoofdredacteur van het NOS Journaal
- Marjolein Buis (1988), rolstoeltennisspeelster
- Nels Busch (1954), bassist
- Yelmer Buurman (Ubbergen 1987), autocoureur
- Jan Buursink (1935-2018), geograaf, hoogleraar in Nijmegen

## C
- Jan van Call (1656–1703), 17de-eeuwse kunstenaar
- Hazar Can (1983), voetballer
- Sinan Can (1977), journalist en programmamaker
- Petrus Canisius (1521–1597), 16de-eeuwse theoloog en kerkleraar
- Carlos de Bourbon de Parme (1970), Hertog van Parma en Piacenza
- Carolina de Bourbon de Parme (1974), jongste kind van prinses Irene en Carlos Hugo van Bourbon-Parma
- Marcel Chappin (1943-2021), priester, theoloog en kerkhistoricus
- Jasper Cillessen (1989), voetbaldoelman
- Ibrahim Cissoko (2003), voetballer
- Fay Claassen (1969), jazzzangeres
- Theo van Cleeff (1956), zanger
- Sophie Cobussen (1999), voetbalster
- Kitty Courbois (1937–2017), actrice, zus van Pierre
- Pierre Courbois (1940), jazzdrummer en componist
- Franciscus van Cranevelt (1485-1564), humanist
- René Creemers (1959), drummer
- Paul van Crimpen (1932-1999), beeldhouwer
- Antoon Croonen (1923–2006), architect van o.a. universiteit in Nijmegen

## D
- Ien Dales (1931–1994), politica, burgemeester van Nijmegen
- Mieke Damsma (1964), politica
- Jan Daniels (1927-2024), politicus
- Daphne Deckers (1968), presentatrice, schrijfster, fotomodel, actrice
- Anton Boudewijn van Deinse (1885–1965), hoogleraar en zoöloog
- Hans van Delft (1946-2020), ondernemer, sportbestuurder, voorzitter van N.E.C.
- Frank Demouge (1982), *Nijmegen, voetballer
- Pieter Derks (1984), cabaretier
- Johan Derksen (1949), opgegroeid in Nijmegen, tv-presentator en journalist
- Robert-Jan Derksen (1974), *Nijmegen, golfer
- Stefan van Dierendonck (1972), schrijver
- Pierre Dobbelmann (1862–1934), politicus
- Johan Dorussen (2003), wielrenner
- Jaap Drukker (1881-1944), koopman en biljarter
- Anton van Duinkerken (Prof. W. Asselbergs) (1903–1968), letterkundige, hoogleraar te Nijmegen
- Roland Duong (1970), televisieprogrammamaker
- Mart van Duren (1964), voetballer

## E
- Denny Ebbers (1974-2015), judoka
- Anton Ederveen (1971), politicus
- Ed van Eeden (1957), schrijver, vertaler en journalist
- Mike Eichelsheim (1982), zanger
- Theo Elfrink (1923-2014), kunstschilder, winnaar Karel de Grote prijs.
- Theo Engelen (1950), boekenschrijver, hoogleraar in Nijmegen
- Rob van Erkelens (1963), schrijver
- Charles Estourgie (1884-1950), architect
- Hubert Estourgie (1924-1989), schilder en glazenier

## F
- François Nicolaas Fagel (1655–1718), 17e-eeuws militair
- Ted Felen (1931-2016), kunstenaar
- John Feskens (1965), oud-voetballer
- Torre Florim, zanger van De Staat
- Renée Fokker (1961), actrice
- Ad Fransen (1955), journalist en schrijver
- Jos Frederiks (1976), basketballer
- Willibrord Frequin (1941-2022), opgegroeid in Nijmegen, tv-journalist

## G
- Bavo Galama (1958), cabaretier, schrijver, presentator en acteur
- Gerard Geldenhouwer (1482–1542), historicus, auteur van Historia Batavica
- Dennis Gentenaar (1975), voetbalkeeper
- Piet Gerrits (1878–1957), (katholiek) beeldhouwer en schilder
- Esther Gerritsen (1972), schrijfster
- Sharon Gesthuizen (1976), politica
- Geurt Gijssen (1934), Internationaal schaakarbiter.
- Jac. van Ginneken S.J. (1877–1945), taalkundige en hoogleraar in Nijmegen
- Paul Goeken (1962–2011), thrillerschrijver (pseudoniem: Suzanne Vermeer)
- Thijs Goverde (1971), cabaretier en kinderboekenschrijver
- Thom de Graaf (1957), politicus en vicepresident van de Raad van State
- Graodus fan Nimwegen (pseudoniem van Theo Eikmans; 1921–2000), volkszanger
- Wim van der Grinten (1913-1994), rechtsgeleerde en politicus
- Wivineke van Groningen (1957), actrice
- Ron de Groot (1960), voetballer, voetbaltrainer
- Roy Grootaert (1978), voetballer
- Willem Grossouw (1906-1990), theoloog en hoogleraar
- Maurice Gubbels (1963-2025), voetbalkeeper en ondernemer
- Engin Güngör (1986), Turks voetballer

## H
- Wilna Haffmans (1936), beeldhouwster en medailleur
- Anouk Hagen (1990), atlete
- Kees ten Hagen (1904-1957), politicus en journalist
- Maya Hakvoort (1966), musicalzangeres
- Alex van Halen (1953), muzikant
- Eddie van Halen (1955-2020), muzikant
- Maxim Hamel (1928–2001), acteur
- Ferdinand Hamer (1840–1900), missionaris en bisschop, in Mongolië vermoord (Bokseropstand), standbeeld in Nijmegen
- Geert Jan Hamilton (1952), bestuurder en griffier van de Eerste en Tweede Kamer
- Henriëtte Hamilton-Falise (1877–1946), kunstschilderes
- Charles Hammes (1915–1991), beeldend kunstenaar
- Chris Hammes (1872 – 1965), schilder en etser
- George Frans Haspels (1864–1916), predikant en schrijver
- Willy Hautvast (1932), componist en klarinettist
- Miriam van der Have (1958), interseksuele mensenrechtenactiviste
- Pé Hawinkels (1942–1977), letterkundige
- Sander de Heer (1975), radio-dj
- Willem Heijdt (1858–1928), componist, ondernemer
- Toine Heijmans (1969), schrijver, journalist, columnist
- Bas Heijne (1960), schrijver
- Ruben Hein (1982), zanger, pianist
- Kysia Hekster (1971), journaliste
- Hendrik VI van Hohenstaufen (1165–1197), Duits koning en keizer
- Peter Hendriks (1958), voetballer
- Sophie Hermans (1981), politica (VVD)
- Jos Hermens (1950), atleet en manager van atleten
- Bernard Hermesdorf (1894–1978), rechts- en cultuurhistoricus
- Herman Hermsen (1953), beeldend kunstenaar
- Leo Hermsen (1954–2010), voetballer
- Wim van Heumen (1928–1992), hockeycoach en scheidsrechter bij AVRO's Sterrenslag
- Saadia Himi (1984), Miss Netherlands Earth 2004
- Rutger Hoedemaekers, muziekproducent, muziekartiest (Bart Constant)
- Danny Hoekman (1964), voetbaltrainer en voetballer
- Tim Hogenbosch (1983), presentator en boswachter
- Peter Holland (1917–1975), regisseur en acteur
- Loes den Hollander (1948), schrijfster van literaire thrillers
- Jan van Hoof (1922–1944), verzetsstrijder (Waalbrug)
- Hans van Hooft (1941), politicus
- Hendrik Hoogers (1747–1814), tekenaar, tevens burgemeester van Nijmegen
- Olivier ter Horst (1989), voetballer
- Adriana van Houweninge (1890-1953), schilder en tekenaar
- Hans Huibers (1961), politicus
- Nadja Hüpscher (1972), actrice en schrijfster
- Lucas Hüsgen (pseudoniem van Lucas de Jong; * 1960), schrijver, dichter en fotograaf
- Charles Hustinx (1902–1982), politicus, burgemeester van Nijmegen
- Wil Huygen (1922-2009), arts en auteur

## I
- Johannes in de Betouw (1732–1820), advocaat, bestuurder, oudheidkundige en verzamelaar
- Roxane van Iperen (1976), journaliste en schrijfster
- Joris Ivens (1898–1989), cineast
- Kees Ivens (1871–1941), fotograaf en ondernemer
- Wilhelm Ivens (1849–1904), fotograaf

## J
- Flora Jacobs (1923–2013), muzikante en overlevende van het meisjesorkest van Auschwitz
- Harm Jacobs, zanger, bekend geworden door Idols
- Jaime de Bourbon de Parme (1972), tweede zoon van prinses Irene en Carel Hugo van Bourbon-Parma
- Ada Jansen (1942), politica
- Jan Jansen (1941), schoenontwerper
- Michael Jansen (1984), voetballer
- Willem Janssen (1986), voetballer
- Angélique Janssens (1955), hoogleraar historische-demografie
- Jan Willem Janssens (1762–1838), patriot en Nederlands minister
- Rob Jetten (1987), politicus, fractievoorzitter van D66 in de Tweede Kamer en minister
- Mylian Jiménez (2003), voetballer
- Jos Joosten (1964), hoogleraar Nederlandse letterkunde
- Patrick Joosten (1996), voetballer

## K
- Daad Kajo (1973), Nederlands-Syrisch schrijfster
- Jan Kan (1873–1947), politicus en voetballer
- Wim Kan (1911–1983), cabaretier
- Hendrik Karels (1850–1933), militair, marsencomponist
- Frans Kellendonk (1951–1990), schrijver
- Robbert Kemperman (1990), hockeyer
- Han Kerckhoffs (1953), acteur
- Joy Kersten (2000), voetbalspeelster
- Jan Keunen (1954), hoogleraar oogheelkunde
- Gerard Kleisterlee (1946), groeide op in Nijmegen, CEO Philips
- Marinus Knoope (1947), schrijver en fysicus
- Dries Koenen (1905-1987), politicus
- Marko Koers (*Molenhoek, 1972), atleet
- Daniëlle Koninkx (1968), beeldend kunstenares
- Sanne Koolen (1996), hockeyster
- Pedro Koolman (1933), voetballer
- Cees Kornelis (1946–2017), voetballer
- Willem Korsten (1975), voetballer
- Adelheid Kortekaas (1947), kunstenares
- Will van Kralingen (1951–2012), actrice
- Baron Krayenhoff (1758–1840), natuurkundige, arts, generaal, waterbouwkundige, cartograaf, minister van oorlog
- Joanneke Kruijsen (1969–2016), politica
- Susan Kuijken (1986), atlete
- Harry van Kuyk (1929–2008), graficus en kunstenaar
- Frans Kusters (1949–2012), schrijver

## L
- Rixt Leddy (1976), actrice
- Verona van de Leur (1985), oud-turnster en webcam-model
- Jan Leijten (1926–2014), rechtsgeleerde, hoogleraar, advocaat-generaal bij de Hoge Raad en auteur
- Ben Liebrand (1960), deejay
- Jos Liefrink (1940–1996), schrijver, redacteur, vertaler
- Gebroeders Van Lymborch, miniatuurschilders
- Ron Link (1979), zanger en acteur
- Joris Linssen (1966), presentator en zanger
- Cor Litjens (1956), beeldhouwer, kunstschilder en tekenaar
- Huub Loeffen (1972), voetballer
- Youri Loen (1991), voetballer
- Mart Louwers (1980), wielrenner
- Ruud Lubbers (1939–2018), minister-president van 4 november 1982 tot 22 augustus 1994.
- Eugène Lücker (1876–1943), kunstschilder en etser
- Joop Lücker (1914–1980), journalist
- Frank Ludewig (1863-1940), architect
- Stefanie Luiken (1985), zwemster

## M
- Kamiel Maase (1971), atleet
- Æneas Mackay jr. (1838–1909), minister-president in het kabinet-Mackay van 1888 tot 1890
- Saïda Maggé (1987), journaliste en presentatrice
- Margarita de Bourbon de Parme (1972) en haar broer Jaime, kinderen van prinses Irene en Carel Hugo van Bourbon-Parma
- Jac Maris (1900-1996), beeldhouwer en (wand)schilder
- Peggy Mays (1989), zangeres
- Alfred Mazure (1914–1974), auteur-tekenaar van de Dick Bos-reeks
- Danny Meeuwsen (1978), judoka
- Maike Meijer (1967), actrice en scenarioschrijfster
- Eric Meijers (1963), voetbaltrainer
- Pauke Meijers (1934–2013), voetballer
- Paul Meijers (1959), voetballer
- Stanislaus van Melis, (CP) (1911-1998), missiebisschop
- Henk van Meteren (1944-2025), voetballer
- Hans van Mierlo (1931–2010), politicus, mede-oprichter D66, minister van Buitenlandse Zaken
- Gustaaf Molengraaff (1860–1942), geoloog, bioloog, hoogleraar en ontdekkingsreiziger
- Jeroen Mooren (1985), judoka
- Ivan Moscovich (1926-2023), holocaustoverlevende, denksport auteur en kunstenaar
- Eefke Mulder (1977), wereldkampioene hockey en oudere zus van Maud
- Maud Mulder (1981), hockeyster en zangeres
- Anthony Musaba (2000), voetballer
- Richie Musaba (2000), voetballer

## N
- Johannes Gerardus Maria van Nass (1911–1989), marine-officier
- Ruben Nicolai (1975), cabaretier en presentator
- Astrid Nienhuis (1965), juriste en politica
- Gerard Noodt (1647–1725), rechtsgeleerde
- Claas Noorduijn (1823–1916), geneesheer-directeur van het Wilhelminaziekenhuis
- Jan Noorduijn (1889–1957), voetballer en directeur van Shell Curaçao
- Robert Noorduyn (1893–1959), vliegtuigbouwer
- David Nordemann (1997), mountainbiker

## O
- Martin Oei (1996), pianist
- Thomas Olde Heuvelt (1983), schrijver
- Boris Orlov (1945–2018), Russisch turn-trainer
- Leonard Salomon Ornstein (1880–1941), natuurkundige
- Mark Otten (1985), voetballer

## P
- Maarten Paes (1998), voetballer
- Paula Paloma (1969), zangeres
- Gers Pardoel (1981), rapper
- Robert de Pauw (1981), voetbaltrainer
- Zeus de la Paz (1995), voetballer
- Augusta Peaux (1859-1944), dichteres en vertaalster
- Sieneke Peeters (1992), zangeres
- Wout Pennings (1950–2014), gitarist
- Ciska Peters (1945), zangeres
- Jordens Peters (1987), voetballer
- Paul Peters (1942-2024), politicus
- Joël Piroe (1999), voetballer
- Johan van der Pijll (1904–1974), architect
- Jan van der Ploeg O.P. (1909–2004), professor, rector KU Nijmegen, theoloog, wetenschapper
- Cees van der Pluijm (1954–2014), schrijver, acteur, presentator en communicatiedeskundige
- Fons de Poel (1955), tv-journalist/presentator
- Ben Polak (1913–1993), medicus, politicus, hoogleraar
- Hendrik Antoon Pothast (1847–1924), kunstschilder
- Henriëtte Presburg (1788–1863), moeder van Karl Marx geboren te Nijmegen op 20 september 1788

## Q
- Anne-Marie Quist (1957), roeister

## R
- Gijs Rademaker (1978), televisiejournalist en -presentator
- Queeny Rajkowski (1988), politica
- Martin de Ras (1847–1920), politicus
- Sven Ratzke (1977), zanger en entertainer
- Tini van Reeken (1938-2022), voetballer
- Robert Regout (1896–1942), Jezuïet, priester, rechtsgeleerde, hoogleraar te Nijmegen
- Theo Renirie (1927–2016), kunstenaar
- Boudewijn Revis (1974), politicus
- Jaap Robben (1984), schrijver en dichter
- Tjalie Robinson (ook Vincent Mahieu, eigen naam Jan Boon) (1911–1974), Nederlands-Indisch journalist en schrijver
- Ole Romeny (2000), voetballer
- Eloy Room (1989), voetballer
- Henk Roos (1924-2013), voetballer
- Clemens Roothaan (1918-2019), natuurkundige en informaticus
- Ivo Rossen (1982), voetballer
- Frans Rutten (1934-2019), econoom
- William Rutten (1970), fotograaf
- Ronnie Ruysdael (eigen naam Jan Rabbers), (Dalen 1953), zanger en acteur
- Jan van Rijckevorsel (1889-1949), schilder, kunsthistoricus, museumdirecteur

## S
- Moussa Sanoh (1995), voetballer
- Jan Gregor van der Schardt (ca. 1530 - na 1581), beeldhouwer
- Edward Schillebeeckx (1914–2009), theoloog en hoogleraar
- Kiki Schippers (1988), cabaretière en columniste
- Niels Schlimback (2005), zanger
- Dominique Scholten (1988), voetballer
- Iris Scholten (1999), volleybalster
- Alexander Scholtes (1982), politicus
- Linde Schöne (1993), singer-songwriter
- Ben Schwietert (1997), zwemmer
- Emile Selbach (1886–1914), hotelier
- Derk Semmelink (1855–1899), architect
- Esther-Mirjam Sent (1967), hoogleraar economie en senator
- Louis Sévèke (1964–2005), politiek activist, journalist en publicist
- Nina Simone (1933–2003), Amerikaans jazz-muzikant, songwriter
- Albert van der Sleen (1963), voetbaldoelman
- Merel van Slobbe (1992), dichteres
- Henk Smeeman (1945), politicus
- Joshua Smits (1992), voetbaldoelman
- Laura Smulders (1993), BMX'er
- Ben Spijkers (1961), judoka
- Kika Sprangers (1994), jazzsaxofoniste
- Vreneli Stadelmaier (1962), schrijfster en feministe
- Arend Steenbergen (1965), regisseur en scenarioschrijver
- Joop Steenhuis (1945), voetballer
- Jan Steinhauser (1944-2022), roeier
- Cri Stellweg (1922-2006), columniste (Saartje Burgerhart)
- Teun Struycken (1969), politicus
- Gerard Stubenrouch (1918-1962), staatssecretaris van onderwijs
- Frank Sturing (1997), voetballer

## T
- Renske Taminiau (1979), zangeres
- Anne Tauber (1995), mountainbikester
- Jan van Teeffelen (1930–2011), fotograaf
- Ed van Teeseling (1924–2008), beeldhouwer
- Johannes Teiler (1648–1709), vestingbouwkundige, etser, graveur en hoogleraar
- Hubert Terheggen (1933–1989), muziekproducent, en omroepbaas
- Marcel Teunissen (1968), kraker en crimineel
- Theophanu (960–991), keizerin van het Heilige Roomse Rijk, gestorven in Nijmegen
- Will Theunissen (1954-2020), gitarist
- Jan Thijssen (1943–2016), archeoloog
- Ben Tijnagel (1964–2005), ijshockeyer
- Ben Tomas (1950), voetballer
- Laura Turpijn (1978), mountainbikester

## U
- Perry Ubeda (1971), kickbokser (thaibokser)
- Marc van Uhm (1958), generaal
- Peter van Uhm (1955), generaal
- Franciscus Theodorus Hubertus Uijen (1878-1956), politiek

## V
- Fiel van der Veen (1945), grafisch ontwerper en illustrator
- Hayke Veldman (1969), politicus
- Piet Velthuizen (1986), voetballer
- Annie van Velzen (1894–1967), inspecteur bij de Kinderpolitie en verzetsvrouw
- Clemens van de Ven, blueszanger VandeVen Band
- Kees Vendrik (1963), politicus
- Thomas Verbogt (1952), schrijver
- Reep verLoren van Themaat (1882-1982), ingenieur en ereburger van Nijmegen
- Wilma Verver (1958), burgemeester
- Stefan Verwey (1946-2024), cartoonist en striptekenaar
- Claes Vijgh (1505–1581), ambtman
- Diederik Vijgh (1532–1615), burgemeester van Nijmegen
- Nicolaas Vijgh (onbekend-1663), burgemeester van Nijmegen
- Bernhard van Oranje-Nassau, Van Vollenhoven (1969), Prins van Oranje-Nassau
- Floris van Oranje-Nassau, Van Vollenhoven (1975), Prins van Oranje-Nassau
- Pieter-Christiaan van Oranje-Nassau, Van Vollenhoven (1972), Prins van Oranje-Nassau
- Lotte Visschers (1979), atlete
- Lily de Vos (1924-2021), zangeres

## W
- Gerard Walraeven (1942–2010), beeldhouwer
- Henk Wanders (1958), drummer
- Henk van de Water (1937–2017), voorzitter van N.E.C.
- Carel Weeber (1937-2025), architect
- Chris van der Weerden (1972), voetballer
- Philo Weijenborg-Pot (1927–2012), advocate en politica
- Marthe Weijers (1989), hiphopdanseres
- Niña Weijers (1987), schrijfster
- Sven Werkhoven (1984), voetballer
- Margriet Wesselink (1980), journalist
- Lisa Westerveld (1981), politica
- Roderick Weusthof (1982), hockeyer
- Jan Jacob Weve (1852–1942), ingenieur en architect
- Stuuf Wiardi Beckman (1904–1945), politicus en verzetsstrijder
- Otto Wichers (1981), artiest (beter bekend als Lucky Fonz III)
- Poen de Wijs (1948–2014), kunstschilder
- Dick Wijte (1947-2025), politicus, wethouder, burgemeester
- Max de Winter (1920-2012), wetenschapper
- Amira Willighagen (2004), operazangeres
- Jan Wit (1914–1980), dichter, predikant
- Wim van Woerkom (1905–1998), kunstenaar
- Rutger Worm (1986), voetballer
- Geert van Wou (1450–1527), klokkengieter

## X
- Grad Xhofleer (1968), voetballer

Alkmaar · 
Almelo ·
Almere · 
Alphen-Chaam · 
Alphen aan den Rijn ·
Amersfoort · 
Amstelveen · 
Amsterdam · 
Apeldoorn · 
Arnhem · 
Assen ·
Baarn · 
Bergen op Zoom · 
Bilthoven · 
Bolsward · 
Boxtel · 
Breda · 
Bredevoort · 
Brunssum · 
Bussum · 
Delft ·
Den Haag ·
Den Helder · 
Deurne · 
Deventer · 
Doetinchem ·
Dokkum · 
Dordrecht · 
Drachten · 
Ede · 
Eindhoven · 
Emmen · 
Enschede · 
Franeker · 
Geleen · 
Gouda · 
Groenlo ·
Groningen · 
Haarlem · 
Harlingen ·  
Heemstede · 
Heerenveen · 
Heerlen · 
Helmond · 
Hengelo · 
's-Hertogenbosch · 
Hilversum · 
Hoogeveen · 
Hoorn · 
Horst ·
Kampen · 
Kerkrade · 
Leerdam · 
Leeuwarden · 
Leiden · 
Lelystad · 
Maastricht · 
Meppel ·  
Middelburg  ·
Nijkerk · 
Nijmegen · 
Oldenzaal · 
Ommen · 
Oss · 
Rijswijk (Zuid-Holland) · 
Roosendaal · 
Rotterdam · 
Schiedam · 
Sittard · 
Sittard-Geleen · 
Sneek · 
Soest · 
Stadskanaal · 
Tegelen · 
Tiel · 
Tilburg · 
Urk · 
Utrecht · 
Veenendaal · 
Veghel · 
Venlo · 
Venray · 
Vlaardingen · 
Vlissingen · 
Wageningen · 
Warnsveld · 
Weert · 
Winschoten · 
Woerden · 
Zeist · 
Zierikzee · 
Zoetermeer · 
Zutphen · 
Zwolle